# Porozmawiajmy o kobietach (film 1971)
Porozmawiajmy o kobietach (ang.  Carnal Knowledge) – amerykański komediodramat z 1971 roku w reżyserii Mike’a Nicholsa. Zdjęcia kręcono w Nowym Jorku.
Ann-Margret otrzymała za swoją rolę Złoty Glob w kategorii najlepsza aktorka drugoplanowa.

## Obsada
- Jack Nicholson - Jonathan Fuerst
- Candice Bergen - Susan
- Art Garfunkel - Sandy
- Ann-Margret - Bobbie
- Rita Moreno - Louise
- Carol Kane - Jennifer
- Cynthia O’Neal - Cindy